# Manacacías
Manacacías je rijeka u Kolumbiji, desna pritoka rijeke Meta. Pripada porječju rijeke Orinoco.